# Perrefitte
 (décembre 2019).
Si vous disposez d'ouvrages ou d'articles de référence ou si vous connaissez des sites web de qualité traitant du thème abordé ici, merci de compléter l'article en donnant les références utiles à sa vérifiabilité et en les liant à la section « Notes et références ».
Perrefitte est une commune suisse du canton de Berne, située dans l'arrondissement administratif du Jura bernois. Du temps de l'Évêché de Bâle ses anciens noms allemands furent Beffert et Pfeffert.

## Géographie

Photo aérienne (1958)

### Localisation
Perrefitte est situé à environ 600 mètres d'altitude. Cet ancien village agricole s'étend à 2 km à l'ouest de Moutier, dans la chaîne du Jura, sur la rive gauche du ruisseau Chalière qui prend sa source vers le hameau Les Écorcheresses (commune de Petit-Val) et se jette dans la Birse à Moutier.
Sa surface de 8,7 km2 constitue la partie ouest de la vallée de Moutier. Dans la région sud se trouve la Combe Fabet, une petite gorge formant une vallée secondaire. La Montagne de Moron constitue la frontière sud de la commune et s'élève à 1 140 m sur le territoire de la commune de Perrefitte. Au nord, le territoire communal s'étend de la chaîne de la Montagne de Moutier à la montagne Sur la Chèvre, la crête qui relie ces 2 montagnes s'élève jusqu'à 1 158 m le point le plus haut de Perrefitte. En 1997, le territoire se répartissait dans les proportions suivantes : 4 % d'habitations, 66 % de forêt, 29 % de surface agricole et un peu moins de 1 % de surface improductive.
Les communes limitrophes sont Haute-Sorne dans le canton du Jura, Champoz, Moutier et Petit-Val dans le canton de Berne.

### Transports
La commune s'étend le long de la route cantonale qui relie Moutier à Bellelay en passant par Souboz. Avec l'autoroute A16, qui joint le réseau autoroutier de la Suisse avec celui de la France, Perrefitte obtient un accès rapide aux autres régions.

## Histoire
La première mention écrite du village date de 1295 et fait référence au nom de Pierefite. En 1321 apparaît le terme Perefiten, puis Pierefetteau, et en 1548 Pierrefette. Le village reste attaché à l'Abbaye de Moutier-Grandval jusqu'à la fin du XVIIIe siècle. De 1797 à 1815, Perrefitte fait partie de la France, au sein du département du Mont-Terrible, puis, à partir de 1800, du département français du Haut-Rhin, auquel le département du Mont-Terrible fut rattaché. En 1815, le congrès de Vienne attribue l’ancien évêché de Bâle au canton de Berne. En 1842, la commune a vendu du terrain à Moutier comprenant la chapelle de Chalière, Chalière était autrefois un village mais il a été rayé de la carte à cause de la peste, probablement entre 1400 et 1500.
Dès les années 1920, des Bâlois venaient skier sur la montagne du Moron. Ils prenaient le train jusqu'à Malleray, montaient à pied jusqu'au Moron puis redescendaient à Perrefitte. Les nombreux accidents ont donné le nom à un lieu-dit : le cimetière des Bâlois.

## Population et société

### Surnom et noms de famille
Les habitants de la commune sont surnommés les Beûtchins, soit les pommes sauvages en patois franc-comtois.
Les noms originaires de Perrefitte sont Girardin, Grandliénard et Mérillat.

### Vie associative
Le FC Perrefitte, fondé en 1933, est l'une des principales sociétés sportives de la commune. Son équipe est actuellement en 5e ligue.

## Industrie
Perrefitte a été pendant longtemps caractérisée par l'agriculture. Puis, à la suite de l'industrialisation de Moutier, quelques petites entreprises se sont établies le long de la Chalière, à la frontière de Moutier. Les dernières décennies ont vu le village se transformer en un lieu calme où il fait bon vivre. Beaucoup d'habitants du village travaillent à Moutier ou ailleurs.

## Gastronomie
Le guide gastronomique Gault et Millau recense un restaurant à Perrefitte : le Restaurant de l'Étoile décrochant 13 points sur 20 dans le guide 2013.